# Miguel Francisco Aráoz
Miguel Francisco Aráoz Usandivaras (Salta, 1817 - íd 1878) fue un empresario y político argentino, pionero en la industria azucarera de la provincia de Jujuy y Gobernador de la provincia de Salta entre 1875 y 1876.

## Biografía
Hijo de María Inés de Usandivaras Figueroa y de Miguel de Aráoz y Córdoba, el alcalde de primer voto del cabildo de Salta que había llevado al general Güemes a la gobernación de esa provincia en 1815. Pasó su infancia en las provincias de Tucumán y Córdoba, y regresó a su provincia natal durante el gobierno del general Saravia, para dedicarse al comercio.
Fue elegido legislador provincial durante el gobierno de Tomás Arias, y ocupó brevemente el cargo de gobernador, delegado de éste, en varias ocasiones entre 1852 y 1855. Durante los años siguientes ocupó un puesto en la legislatura, y fue ministro del gobierno de su suegro, Manuel Solá.
Fue presidente de la legislatura salteña desde 1862 a 1868, colaborando con gobernadores de distintas tendencias, como Juan N. Uriburu, Cleto Aguirre o Sixto Ovejero.
A fines de la década del 60 decidió invertir en una explotación azucarera en el este de la provincia de Jujuy, en el lugar que actualmente ocupa la ciudad de San Pedro de Jujuy; si bien la ciudad fue fundada varios años más tarde, las primeras poblaciones estables datan del año 1870, en que se estableció el Ingenio La Esperanza. Allí se dedicó primeramente a la producción de alcohol, para luego pasar a producir azúcar comercial.
En 1875, a pesar de que llevaba varios años alejado de toda actividad política, fue elegido gobernador por lo que luego se llamaría el Partido Autonomista Nacional. Dedicó su mandato a reorganizar la administración pública, llevando adelante varias obras públicas, construyendo escuelas y mejorando la administración de la justicia provincial. Durante su mandato se inició la publicación del primer diario de la provincia de Salta, La Reforma.
La política se había hecho más compleja desde la época en que había sido legislador, de modo que quedó rodeado de políticos ambiciosos que trataban de servirse del gobernador para sus propios fines; por ello, Aráoz terminó por renunciar en diciembre de 1876, intentando además recuperar su endeble salud.
En los años siguientes se dedicó exclusivamente a la administración de su ingenio, hasta su fallecimiento en abril de 1878.